# Unanimismus
Unanimismus (unas = jeden, animus = duch – „jedna duše“) je myšlenkový směr, který zdůrazňuje úlohu kolektivu, vědomí jednotlivce by se mělo podřídit myšlení kolektivu.
V období války poukazuje na ztrátu důvěry v člověka. Připomíná, na čem by se měla zakládat lidská povaha a čemu všemu se během války zpronevěřuje: solidaritě, snášenlivosti, porozumění pro druhého atd. Tento směr vzniká ve Francii na počátku 20. století a jeho představitelem je například Jules Romains.